# Megalomyrmex weyrauchi
Megalomyrmex weyrauchi är en myrart som beskrevs av Kempf 1970. Megalomyrmex weyrauchi ingår i släktet Megalomyrmex och familjen myror. Inga underarter finns listade i Catalogue of Life.